# ブレアーアソール
ブレアーアソール（Blair Athol）とはイギリスの競走馬及び種牡馬である。1864年のダービーステークス及びセントレジャーステークスに優勝し、クラシック二冠馬に輝いた。
種牡馬としても、1872年、1873年、1875年及び1877年の英愛リーディングサイアーに輝いた。

## 経歴

### 出自
父ストックウェル(Stockwell)は、1852年のクラシック二冠馬で、種牡馬としても7度のリーディングサイアーに輝き、「種牡馬の皇帝」と呼ばれた馬である。
母Blink Bonnyは1857年のオークスとダービーステークスに優勝し、引退後はオークス3着馬Borealis（セントレジャーステークス優勝馬バヤルド及びダービー馬レンバーグの5代母）、本馬ブレアーアソール、アスコットゴールドカップ3着馬Breadalbaneの母となった。
ブレアーアソールは母と同じようにウィリアム・イアンソンによって生産、所有、調教された。

### 競走馬時代
ブレアーアソールは成長がゆっくりとした馬であり2歳戦には出走しなかったが、調教では有望な動きを見せており、馬主であるイアンソンはブックメーカーのジョン・ジャクソンからの7,000ポンド（当時はダービーの1着賞金が6,675ポンドであった。）のオファーを断るほどであった。周囲の評価も高く、登録のみで出走経験のないこの馬をダービーでのダークホースとする者もいた。
3歳の春になっても歯の問題から飼い食いが悪くディーステークスを回避したブレアーアソールであったが、なんとかダービー本馬で競走馬デビューを果たすことになった。ダービーでは、8度のスタートやり直しでレースが遅れる中、ブレアーアソールは序盤後方に位置取ると最終コーナーまで我慢をして、2000ギニー優勝馬General Peelが勝ったかと思われたところ、 ラスト1ハロンで捉えて優勝した。また、その勝時計2:43.6は当時のレコードタイムであった。
ダービー優勝後、ブレアーアソールはすぐに渡仏して、当時最も価値のあるレースであったパリ大賞に挑んだ。悪天候により輸送が遅れるハプニングがあり、レース前夜に競馬場に到着すると、フランス皇帝も観戦する中、最後方から追い込むも勝ったVermoutに2馬身及ばず、英仏対決に沸いたフランスの群衆を喜ばせることとなった。帰国するとロイヤルアスコットの1マイルのトライエニナルステークス（現在のG3ジャージーステークス）、7月にはグッドウッドのステークス、単走となったゼットランドプレートを3連勝したが、8月のグレートヨークシャーステークスでは体調不良のせいかザマイナーという馬に敗れた。迎えた9月のセントレジャーステークスではひどい雨のなかいつも通り直線で追い出されると、地元ヨークシャーの観衆が見守るなかいとも簡単にGeneral Peelに2馬身差を付けて優勝した。

### 種牡馬時代
ブレアーアソールは種牡馬としても成功し、Silvio、Prince Charlie、Craig Millar、Cecilia及びScottish Queenのクラシックウィナーを輩出して、1872年、1873年、1875年及び1877年の4度英愛リーディングサイアーに輝き、1878年には200ギニーに上がった種付料に対してボイコットが起こるほどであった。

## 血統表
| ブレアーアソールの血統ストックウェル系/(Whalebone S5×M5) | ブレアーアソールの血統ストックウェル系/(Whalebone S5×M5) | ブレアーアソールの血統ストックウェル系/(Whalebone S5×M5) | （血統表の出典）   | （血統表の出典） |
| 父 Stockwell 1849 栗毛                                   | 父の父The Baron 1842 栗毛                                | Birdcatcher                                              | Sir Hercules       | Sir Hercules     |
| 父 Stockwell 1849 栗毛                                   | 父の父The Baron 1842 栗毛                                | Birdcatcher                                              | Guiccioli          |                  |
| 父 Stockwell 1849 栗毛                                   | 父の父The Baron 1842 栗毛                                | Echidna                                                  | Economist          | Economist        |
| 父 Stockwell 1849 栗毛                                   | 父の父The Baron 1842 栗毛                                | Echidna                                                  | Miss Pratt         |                  |
| 父 Stockwell 1849 栗毛                                   | 父の母Pocahontas 1837 鹿毛                               | Glencoe                                                  | Sultan             | Sultan           |
| 父 Stockwell 1849 栗毛                                   | 父の母Pocahontas 1837 鹿毛                               | Glencoe                                                  | Trampoline         |                  |
| 父 Stockwell 1849 栗毛                                   | 父の母Pocahontas 1837 鹿毛                               | Marpessa                                                 | Muley              | Muley            |
| 父 Stockwell 1849 栗毛                                   | 父の母Pocahontas 1837 鹿毛                               | Marpessa                                                 | Clare              |                  |
| 母 Blink Bonny 1854                                      | 母の父Melbourne 1834                                     | Humphrey Clinker                                         | Comus              | Comus            |
| 母 Blink Bonny 1854                                      | 母の父Melbourne 1834                                     | Humphrey Clinker                                         | Clinkerina         |                  |
| 母 Blink Bonny 1854                                      | 母の父Melbourne 1834                                     | Cervantes mare                                           | Cervantes          | Cervantes        |
| 母 Blink Bonny 1854                                      | 母の父Melbourne 1834                                     | Cervantes mare                                           | Golumpus mare      |                  |
| 母 Blink Bonny 1854                                      | 母の母Queen Mary 1843                                    | Gladiator                                                | Partisan           | Partisan         |
| 母 Blink Bonny 1854                                      | 母の母Queen Mary 1843                                    | Gladiator                                                | Pauline            |                  |
| 母 Blink Bonny 1854                                      | 母の母Queen Mary 1843                                    | Plenipotentiary mare                                     | Plenipotentiary    | Plenipotentiary  |
| 母 Blink Bonny 1854                                      | 母の母Queen Mary 1843                                    | Plenipotentiary mare                                     | Myrrha (F-No.10-a) |                  |